# Pilea tungurahuae
Pilea tungurahuae är en nässelväxtart som beskrevs av Ellsworth Paine Killip. Pilea tungurahuae ingår i släktet pileor, och familjen nässelväxter. Inga underarter finns listade i Catalogue of Life.